# Hyaenosa ruandana
Hyaenosa ruandana là một loài nhện trong họ Lycosidae.
Loài này thuộc chi Hyaenosa. Hyaenosa ruandana được Carl Friedrich Roewer miêu tả năm 1960.